# Masakra w klasztorze jezuitów przy ulicy Rakowieckiej w Warszawie
Masakra w klasztorze jezuitów przy ul. Rakowieckiej w Warszawie – masowy mord dokonany przez Niemców w drugim dniu powstania warszawskiego na kilkudziesięciu Polakach przebywających w klasztorze jezuitów na warszawskim Mokotowie. 2 sierpnia 1944 w jezuickim Domu Pisarzy przy ulicy Rakowieckiej 61 żołnierze SS zamordowali blisko 40 osób – w tym 8 kapłanów i 8 braci Towarzystwa Jezusowego oraz ponad 20 osób świeckich (w tym co najmniej 8 kobiet i 10-letniego chłopca).

## Klasztor w godzinie „W”
W momencie wybuchu powstania warszawskiego klasztor jezuitów znalazł się w wyjątkowo niekorzystnym położeniu, gdyż ulica Rakowiecka przy której był usytuowany, stanowiła jeden z najważniejszych ośrodków niemieckiego oporu na Mokotowie. W bezpośrednim sąsiedztwie klasztoru stacjonowały poważne siły okupanta, obsadzające m.in. potężne koszary SS przy ul. Rakowieckiej 4 (SS-Stauferkaserne), koszary lotników u wlotu ulicy Puławskiej (Flakkaserne), gmach SGGW, Pole Mokotowskie (baterie artylerii przeciwlotniczej), szkołę Wawelberga oraz Fort Mokotów.
1 sierpnia 1944 żołnierze Armii Krajowej (Obwód V AK „Mokotów”) zaatakowali niemieckie pozycje na całej długości ulicy Rakowieckiej. Tego dnia klasztor nie został objęty walkami. W związku z trwającą na ulicach strzelaniną w Domu Pisarzy schroniło się jednak kilkunastu cywilów, którym wybuch walk uniemożliwił powrót do domów (był wśród nich 10-letni ministrant, Zbyszek Mikołajczyk). Wieczorem 1 sierpnia na terenie klasztoru przebywało więc około 50 osób – 25 zakonników, 12 świeckich mieszkańców Domu Pisarzy oraz kilkanaście przypadkowych osób szukających tam schronienia.

## Wtargnięcie Niemców

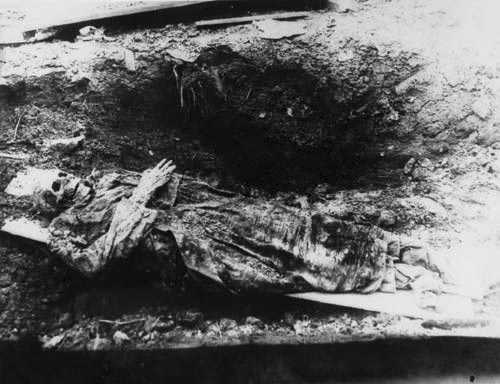
Ciało księdza Kosibowicza ekshumowane w 1945

Spokój nie trwał długo. Rankiem 2 sierpnia klasztor został ostrzelany przez niemieckie działka przeciwlotnicze z pobliskiego Pola Mokotowskiego. Ostrzał nie przyniósł żadnych ofiar, lecz wkrótce do Domu Pisarzy wtargnął ok. 20-osobowy oddział SS – przysłany najprawdopodobniej z pobliskiej Stauferkaserne. SS-mani zarzucili przebywającym w klasztorze Polakom, że z budynku ostrzeliwano niemieckich żołnierzy. Po pobieżnej rewizji, która nie doprowadziła do znalezienia żadnych dowodów na poparcie tych oskarżeń, Niemcy wyprowadzili z budynku przełożonego klasztoru, ks. superiora Edwarda Kosibowicza – rzekomo celem udzielenia dodatkowych wyjaśnień w dowództwie. W rzeczywistości zamordowano go strzałem w tył głowy na Polu Mokotowskim.
W tym samym czasie Niemcy zgromadzili pozostałych domowników w kotłowni centralnego ogrzewania, która znajdowała się w podziemiach klasztoru. Niepowodzeniem zakończyły się próby nawiązania kontaktu z SS-manami i rozładowania atmosfery, które podejmowali zakonnicy władający językiem niemieckim.

## Masakra
Po pewnym czasie Niemcy zaczęli pojedynczo wyciągać domowników z kotłowni. Po ograbieniu z cennych przedmiotów osobistych wszystkich przeprowadzono do niewielkiego pokoiku, zajmowanego dotychczas przez klasztornego woźnicę. Gdy wszyscy Polacy zgromadzili się w suterenie Niemcy otworzyli ogień z broni maszynowej i obrzucili ich granatami. Następnie przez wiele godzin trwało metodyczne dobijanie rannych. Świadkowie zeznawali, że SS-manom towarzyszył ok. 10-letni chłopiec z niemieckiej rodziny, który wskazywał oprawcom tych Polaków, którzy dawali jeszcze oznaki życia.

Do pokoju wpada jakiś mały chłopiec z niemieckiej rodziny, który przyplątał się do SS-manów i nie odstępuje ich na krok. Jego dziecięcy głos rozlega się co jakiś czas. „Achtung! Der lebt noch! O hier, hier, er atmet noch!” Za ruchem jego rączki idą SS-mani, a potem rozlega się seria, której towarzyszy dziecięcy śmiech i klaskanie w ręce.

Po odejściu oprawców spod sterty ciał wydostało się czternaście osób – w większości rannych. Dziewięciu ocalałych ukryło się w kotłowni za zwałami węgla. Pozostali schronili się w klasztornej kuchni za zmagazynowanymi na zimę sagami drewna opałowego. Wkrótce po ich ucieczce Niemcy powrócili, aby oblać benzyną i podpalić stos kilkudziesięciu trupów. Wraz z martwymi spłonęli wówczas żywcem wciąż znajdujący się na miejscu kaźni ciężko ranni Polacy.
Ostatnią ofiarą masakry był powstańczy kapelan, ksiądz Franciszek Szymaniak SJ. Nieświadomy tragedii przyszedł do Domu Pisarzy po konsekrowane hostie i zginął zastrzelony w klasztornej kaplicy.
2 sierpnia 1944 na terenie Domu Pisarzy przy ul. Rakowieckiej 61 Niemcy zamordowali łącznie ok. 40 osób – w tym 8 kapłanów i 8 braci Towarzystwa Jezusowego (nie licząc ks. Kosibowicza) oraz ponad 20 osób świeckich (w tym co najmniej 8 kobiet i 10-letniego chłopca). Ustalenie dokładnej liczby ofiar nie jest możliwe, gdyż znane są nazwiska tylko 32 ofiar masakry.

Opowiadał mi emerytowany pułkownik Zołoteńko (...), że po egzekucji w klasztorze zapytał jednego z Niemców, co się stało z księżmi z klasztoru, a zwłaszcza z przełożonym Domu, na co otrzymał po niemiecku odpowiedź: „wszyscy zabici, ja każdego księdza tak zastrzelę” – zeznanie ks. Aleksandra Kisiela.

## Ucieczka ocalonych
Po dokonaniu zbrodni Niemcy gruntownie splądrowali i zdewastowali klasztor, podkładając ogień w wielu punktach budynku. Nie zdołali jednak odkryć ocalałych z masakry Polaków. W nocy z 2 na 3 sierpnia pięcioro ludzi ukrytych w kuchni zdecydowało się na ucieczkę z budynku. Czterech zakonników po rozdzieleniu się i licznych perypetiach zdołało przedostać się w bezpieczne miejsce. Nie jest znany los piątej osoby – niezidentyfikowanej kobiety, która wróciła na Mokotów w poszukiwaniu pozostawionych w domu dzieci. Ojciec Jan Rosiak, który znajdował się w grupie uciekinierów twierdził, że przeżyła powstanie.
Polacy ukryci w kotłowni zdołali natomiast po dwóch dniach zawiadomić o swej sytuacji mieszkańców sąsiednich domów. 5 sierpnia sanitariuszki z powstańczego szpitala ewakuowały ich z klasztoru, po czym przeprowadziły na teren zajęty przez powstańców.

## Pamięć

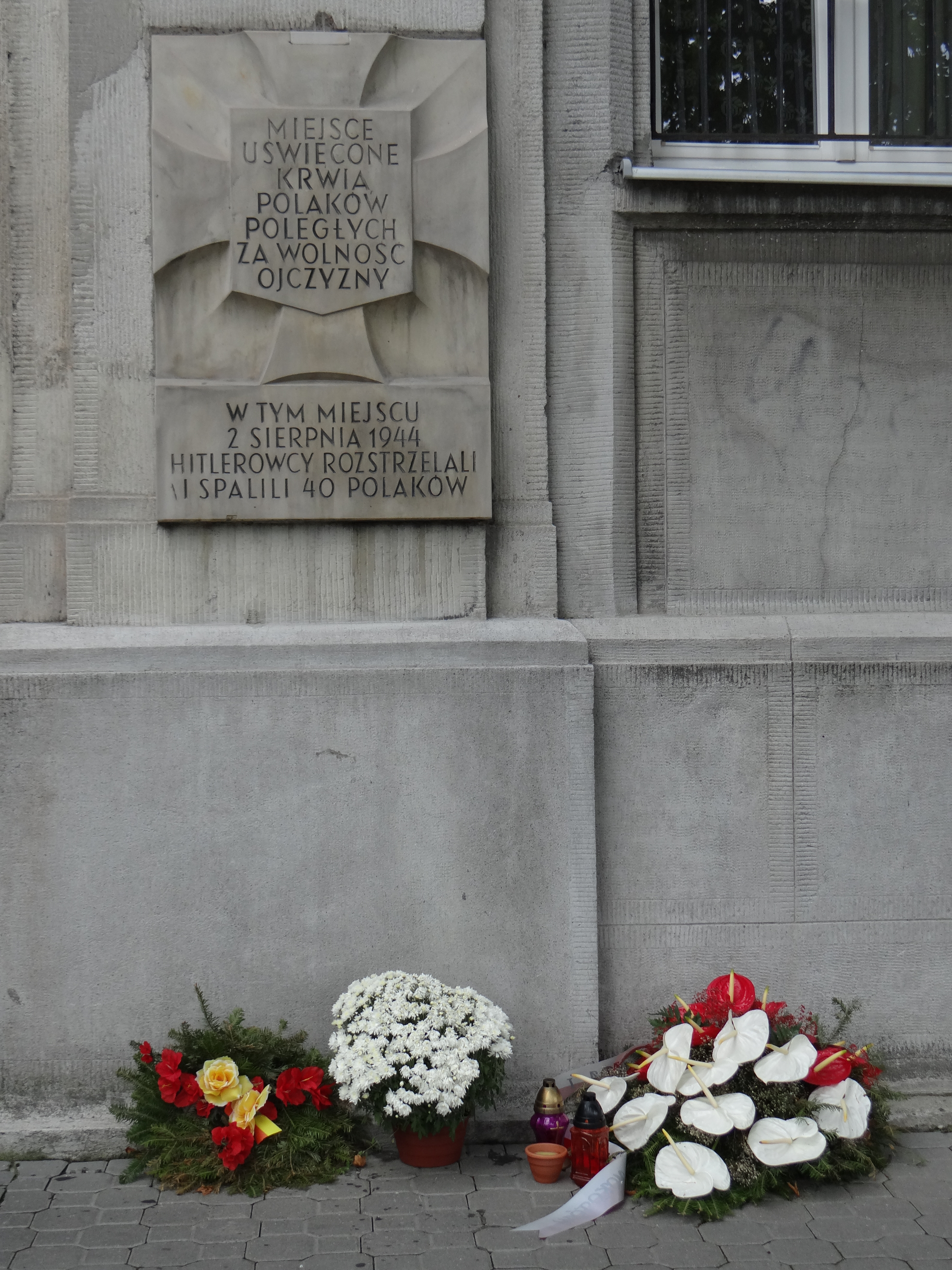
Pamiątkowa tablica na ścianie dawnego Domu Pisarzy (obecnie Collegium Bobolanum)

Po pewnym czasie do miejsca zbrodni dotarł jezuita, ojciec Bruno Pawelczyk. W momencie wybuchu powstania znajdował się on poza klasztorem, lecz po pewnym czasie został schwytany przez Niemców i umieszczony w więzieniu urządzonym na terenie koszar Stauferkaserne. Pawelczyk dowiedziawszy się o losie współbraci postarał się o przyłączenie do złożonego z więźniów komanda sanitarnego, które zajmowało się grzebaniem zabitych i zmarłych. Gdy komando dotarło na Rakowiecką 61 przekonał współtowarzyszy, że zamiast przenosić ciała i zakopywać, lepiej zamurować je w pokoiku, w którym dokonano kaźni. Ułatwiło to później odnalezienie i ekshumację ciał.
Po wojnie szczątki ofiar masakry złożono w czterech trumnach. W osobnych trumnach umieszczono także ekshumowane ciała ojca Kosibowicza oraz ojca Leonarda Hrynaszkiewicza (jezuity poległego na Nowym Mieście). Wszystkie sześć trumien zakopano następnie pod posadzką pokoju, w którym dokonano masakry, a samo pomieszczenie zamieniono w kaplicę. Regularnie odwiedzały ją pielgrzymki udające się do sanktuarium św. Andrzeja Boboli.
Tragedię upamiętniają także dwie tablice pamiątkowe: wolno stojąca tablica przy ogrodzeniu sanktuarium od strony ul. Rakowieckiej oraz tablica projektu Karola Tchorka na ścianie Collegium Bobolanum (od strony ul. Boboli).
17 września 2003 biskup pelpliński Jan Bernard Szlaga otworzył proces beatyfikacyjny grupy 122 polskich ofiar hitleryzmu. Wśród nich znalazł się jeden z jezuitów zamordowanych 2 sierpnia 1944 w Domu Pisarzy przy ul. Rakowieckiej – ojciec Władysław Wiącek.
W tym samym roku opublikowano książkę pt. Masakra w klasztorze (wydawnictwo Rhetos, Warszawa 2003), pod redakcją o. Felicjana Paluszkiewicza SJ, zawierającą dokładny opis tragicznych wydarzeń, do których doszło w Domu Pisarzy w lecie 1944 – w tym wspomnienia i zeznania ocalonych z masakry. Na kanwie tej książki powstał rok później czterdziestominutowy film fabularno-dokumentalny Masakra w klasztorze w reżyserii Krzysztofa Żurowskiego, którego premiera miała miejsce 2 sierpnia 2004 – w 60. rocznicę zbrodni.